# Revaberget
Revaberget este o arie protejată (arie specială de conservare — SAC, sit de importanță comunitară — SCI) din Suedia întinsă pe o suprafață de 99,4 ha, integral pe uscat.

## Localizare
Centrul sitului Revaberget este situat la coordonatele 62°55′35″N 16°40′25″E / 62.9264°N 16.6737°E.

## Înființare
Situl Revaberget a fost declarat sit de importanță comunitară în iulie 2000 pentru a proteja 1 specie de plante. Situl a fost protejat și ca arie specială de conservare în martie 2011.

## Biodiversitate
Situată în ecoregiunea boreală, aria protejată conține 4 habitate naturale: Taiga vestică, Păduri fino-scandinave bogate în ierburi cu Picea abies, Mlaștini turboase de tranziție și turbării mișcătoare, Râuri naturale fino-scandinave.
La baza desemnării sitului se află o specie protejată de  plante: Calamagrostis chalybaea.